# Ur-Dukuga
Ur-Dukuga est le treizième roi de la Ire dynastie d'Isin. Son règne, assez mal connu, dure de 1767 à 1764 av. J.-C. (chronologie courte) ou de 1830 à 1828 av. J.-C. (chronologie moyenne).
Il est l'un des trois rois qui se succèdent en moins de neuf ans sur le trône d'Isín avec Zambiya et Itêr-piša. Ces changements rapides de souverain sont considérés comme le signe d'une période agitée.